# Tū Sarāvandān
Tū Sarāvandān (persiska: Tūrān Sarā, تو سراوندان) är en ort i Iran.   Den ligger i provinsen Gilan, i den nordvästra delen av landet, 230 km nordväst om huvudstaden Teheran. Tū Sarāvandān ligger 2 meter över havet och antalet invånare är 526.
Terrängen runt Tū Sarāvandān är platt, och sluttar norrut. Runt Tū Sarāvandān är det ganska tätbefolkat, med 199 invånare per kvadratkilometer. Närmaste större samhälle är Rasht, 8,6 km nordväst om Tū Sarāvandān. Trakten runt Tū Sarāvandān består till största delen av jordbruksmark.